# Surrender (Maggie Rogers)
Surrender è il secondo album in studio della cantante statunitense Maggie Rogers, pubblicato nel 2022.

## Tracce
1. Overdrive – 3:14
2. That's Where I Am – 4:12
3. Want Want – 3:08
4. Anywhere with You – 4:57
5. Horses – 5:05
6. Be Cool – 2:57
7. Shatter – 3:40
8. Begging for Rain – 4:13
9. I've Got a Friend – 3:12
10. Honey – 3:42
11. Symphony – 5:11
12. Different Kind of World – 2:45

## Formazione
- Maggie Rogers – voce (tutte le tracce), piano (1, 3, 4, 8, 10, 11), battimani (2), sintetizzatore (2–4, 6, 10, 11), chitarra elettrica (5), chitarra acustica (8)
- Kid Harpoon – basso, chitarra elettrica, sintetizzatore (1–8, 10, 11), batteria (1, 2, 7, 8, 10, 11), chitarra acustica a 12 corde (2), chitarra acustica (2, 5, 9), piano (7, 10), synth bass (8, 10)
- Pino Palladino – basso (1, 9)
- Giveton Gelin – tromba (1)
- Ben Lovett – sintetizzatore (2, 7), piano (7)
- Del Water Gap – piano elettrico, sintetizzatore (4)
- Matt Barrick – batteria (3)
- Aaron Sterling – batteria (4)
- Jon Batiste – piano (6, 9), sintetizzatore (6), melodica (8)
- Florence Welch – voce, tamburello (7)
- Claire Cottrill – voce (9)
- Claud – voce (9)
- Gabe Goodman – chitarra acustica, basso, piano, sintetizzatore (11)

## Classifiche
| Classifica (2022) | Posizione raggiunta |
| ----------------- | ------------------- |
| Regno Unito       | 6                   |
| Stati Uniti       | 12                  |